# Flensburger Disputation

Titelseite der von Johannes Bugenhagen verfassten Acta der Disputation zu Flensburg

Einleitung der Bugenhagenschen Acta

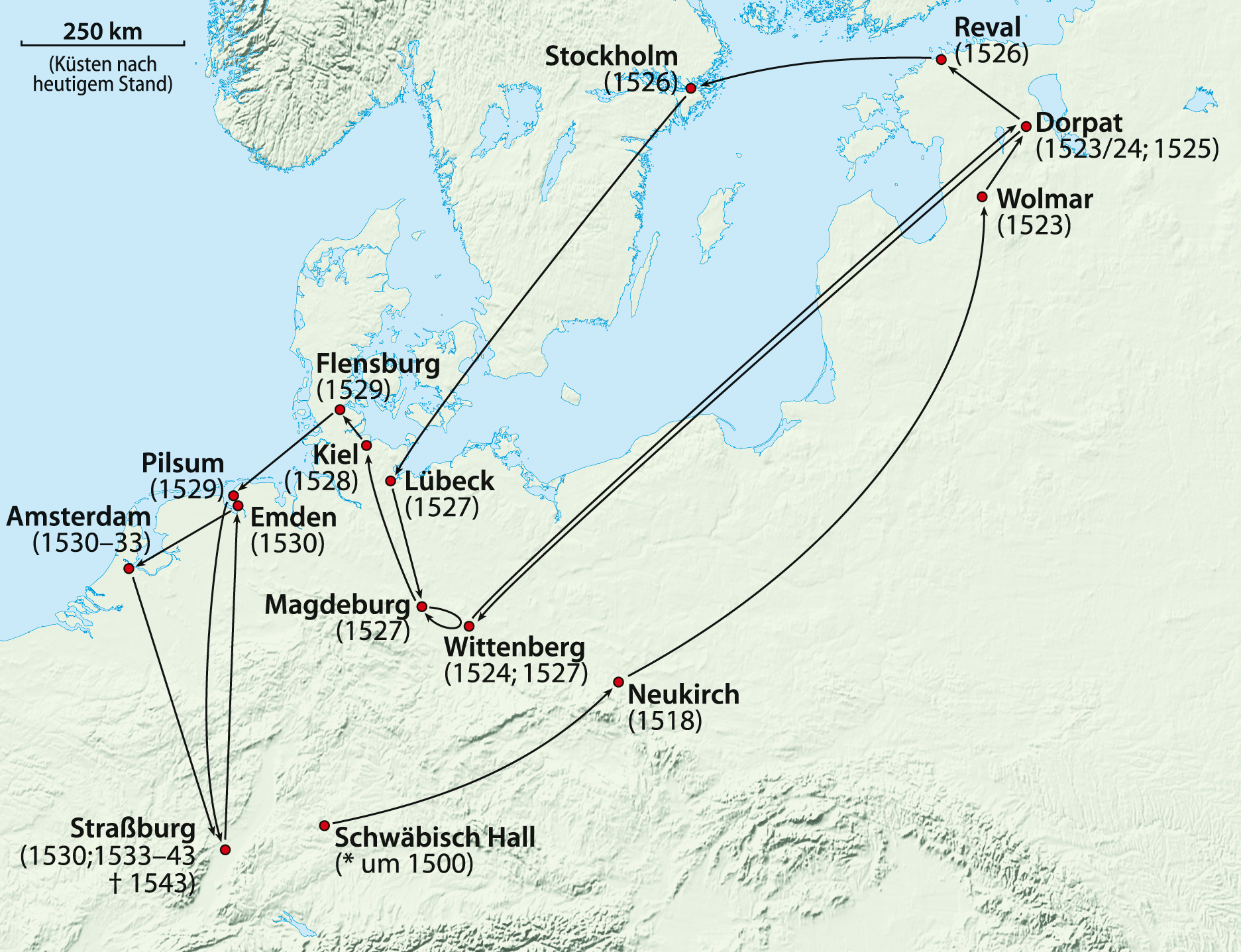
Melchior Hofmanns Reisewege

Flensburger Disputation (seltener auch Flensburger Kolloquium genannt) ist die Bezeichnung für ein Streitgespräch, das am Donnerstag, den 8. April 1529 im Flensburger St. Katharinenkloster zwischen Melchior Hofmann und Vertretern der lutherischen Geistlichkeit stattfand. Die Disputation gilt heute als bedeutende Wegmarke in der reformatorischen Entwicklung. Ihr folgte die konsequente Durchführung der lutherischen Reformation in Dänemark und den mit Dänemark verbundenen Herzogtümern Schleswig und Holstein.
Für Hofmann markierte der Ausgang der Flensburger Disputation den entscheidenden Wendepunkt in seinem Leben: Aus dem vom König eingesetzten Prediger zu Kiel wurde ein unsteter Wanderapostel im geographischen Dreieck Emden – Straßburg – Amsterdam und aus dem „lutherischen Sendboten“ „ein Prophet der Wiedertäufer“. Seine späteren Anhänger, die nach ihm benannten Melchioriten, wurden zum Wurzelboden sowohl der gewaltbereiten Vertreter des Täuferreichs von Münster als auch der gewaltfreien mennonitischen Bewegung.

## Vorgeschichte
Schon seit 1521 hatte Christian II., dänischer König von 1513 bis 1523, versucht, in seinem Herrschaftsbereich die Reformation durchzusetzen. Als sich in Dänemark, Schweden und Norwegen der Adel gegen ihn erhob, floh Christian II. zunächst nach Wittenberg, wo er im Haus von Lucas Cranach wohnte. Derweil war Luthers Übersetzung des Neuen Testaments erschienen. Christian II. beschloss darauf, dass auch eine dänische Übersetzung des Neuen Testaments angefertigt werden sollte. 1524 erschien das Neue Testamente Christians II. (Christian 2.s danske oversættelse af Det Nye Testamente), bei der als Herkunftsort zwar Leipzig angegeben wurde, die in Wahrheit aber in Wittenberg hergestellt worden war.
Friedrich I., nach der Absetzung seines Neffen Christian II. dänischer König 1523 bis 1533, hatte in seiner Handfeste schwören müssen, die katholische Kirche zu schützen. So förderte er in seinem Herrschaftsgebiet die Verbreitung der lutherischen Lehre nur inoffiziell. Zu diesen „Fördermaßnahmen“ gehörte auch eine Einladung an den aus Schwäbisch Hall stammenden Kürschner Melchior Hofmann. Dieser war im Mai 1525 anlässlich eines ersten Aufenthaltes in Wittenberg von Martin Luther und Johannes Bugenhagen unter anderem mit einem Beglaubigungsschreiben ausgestattet worden und galt zunächst als lutherischer Sendbote. Auf seinem Weg, der ihn ins Baltikum und nach Schweden führte, entfernte er sich jedoch immer mehr von der lutherischen Lehre. Das belegen vor allem zwei von ihm in Stockholm veröffentlichte Schriften. In ihnen bekannte er sich zwar nach wie vor zur lutherischen Rechtfertigungslehre, wich aber in seinen Anschauungen über das Weltende sowie in seiner Abendmahlsauffassung erheblich von den Lehren der Wittenberger Reformation ab.
Im Frühjahr 1527 kam Melchior Hofmann aufgrund der bereits erwähnten königlichen Einladung nach Kiel. Er erhielt die Erlaubnis, überall in Holstein als Prediger zu wirken und nannte sich nicht ohne Stolz „Koeninglicher wirden gesetzter Prediger zum Kyll ym Landt zu Holstein“. Doch schon bald kam es zu heftigen Auseinandersetzungen mit dem Magdeburger Pastor Nikolaus von Amsdorf und dessen Freund Marquard Schuldorp, der seit 1526 als erster evangelischer Prediger an der Nikolaikirche in Kiel wirkte. Gegenstand der Streitigkeiten, die auch schriftlich ausgetragen wurden, waren zunächst die apokalyptischen Predigten Hofmanns. Nur wenig später weitete sich der Streit auch auf die Abendmahlslehre aus. Hofmann hatte eine eigenständige Abendmahlsauffassung entwickelt, die sich nicht nur gegen das zwinglische Abendmahlsverständnis, sondern vor allem gegen die lutherische Lehre der Realpräsenz Christi in den eucharistischen Elementen Brot und Wein wandte.
Hofmann eröffnete die Abendmahlsdiskussion 1528 mit zwei Schriften, die leider verloren gegangen sind. Der Titel der ersten Schrift lautete: Inhalt und Bekenntnis vom Sakrament und Testamente des Leibes und Blutes Jesu Christi. Die zweite Schrift trug den Titel Sendebrief, dat he [Melchior Hofmann] nich bekennen konne, dat een stuck livlikes Brodes syn God sy. Schuldorps Antworten ließen nicht lange auf sich warten. In seiner ersten Gegenschrift sprach er Hofmann die Lehrbefähigung ab, da dieser sich ausschließlich mit apokalyptischen Spitzfindigkeiten beschäftige. Im zweiten Entgegnungsschreiben griff Schuldorp Hofmanns Abendmahlslehre an und bezeichnete ihn als einen „sakramentiererischen Häretiker“. Hofmann antwortete mit der ebenfalls 1528 erschienenen Schrift Beweis, dass Marquard Schuldorp in seinem Inhalte vom Sakramente und Testamente Christi ketzerisch und verführerisch geschrieben. Sie verursachte (nicht zuletzt wegen öffentlich gemachter pikanter Details aus dem Eheleben Schuldorps) einen Sturm der Entrüstung, sodass Luther und Amsdorf sich genötigt sahen, durch Briefe in diese Auseinandersetzungen einzugreifen. Der König, der bis zu diesem Zeitpunkt seinem Kieler Prediger Rückendeckung gewährt hatte, geriet unter Druck und setzte schließlich für die zweite Woche nach Ostern 1529 den Disputationstermin fest.

## Disputation
Ort der Disputation war das 1528 säkularisierte Katharinenkloster zu Flensburg. Rund 400 Personen nahmen an der theologischen Auseinandersetzung teil, darunter die bedeutendsten Geistlichen des Landes sowie Vertreter des Adels. Den Vorsitz der Disputation, die am 8. April stattfand, hatte Kronprinz Herzog Christian, der spätere König Christian III., übernommen. König Friedrich nahm wegen seines Versprechens, die Altgläubigen zu unterstützen, an den Verhandlungen nicht teil. Hauptpunkt der Tagesordnung war der Abendmahlsstreit. Die wesentlichen Teile des Gesprächs wurden von sechs Notaren protokolliert.

### Teilnehmer
Melchior Hofmann, der durch seine Predigten und Schriften den entscheidenden Anlass zu dieser Disputation gegeben hatte, stand während der Verhandlungen relativ allein. Er hatte versucht – so geht es aus einem anonymen an Martin Bucer adressierten Brief vom 9. Juni 1529 hervor – Andreas Karlstadt, einen früheren Lehrer Luthers, als Beistand einzuladen, der holsteinische Herzog hatte diesem aber die Einreiseerlaubnis verweigert. Für Hofmann sprachen lediglich der ehemalige katholische Priester Jacob Hegge, der die erste evangelische Predigt in Danzig gehalten hatte, sowie der frühere Mönchsbruder und ansonsten weitgehend unbekannte Johann von Kampen. Ersteren nennt Friedrich Otto zur Linden „wankelmütig“, da er später seine während der Disputation geäußerten Ansichten widerrufen hatte. Den Letztgenannten bezeichnete zur Linden als „undurchsichtig“.
Johannes Bugenhagen, der noch wenige Jahre zuvor an der Entsendung Hofmanns ins Baltikum beteiligt war, stand ihm nun während der Disputation als profiliertester Theologe gegenüber. Luther selbst hatte ihn, der seit 1526 mit der Einführung der Reformation in der Hansestadt Hamburg befasst war, nach Flensburg beordert. Mit Bugenhagen kam Stephan Kempe, ein ehemaliger Franziskaner, der sich um die Anfänge der Reformation in Hamburg verdient gemacht hatte. Wortführer der Gegner Hofmanns war aber der Husumer Reformator Hermann Tast, der in Begleitung von Johannes Pistorius in Flensburg erschien. Unter den Diskutanten, die hin und wieder in die Streitgespräche eingriffen, befanden sich neben weiteren lutherischen Predigern Claus Boie, der Reformator Dithmarschens, der weit gereiste Hofmeister Johann Rantzau sowie der holsteinische Herzog Christian.

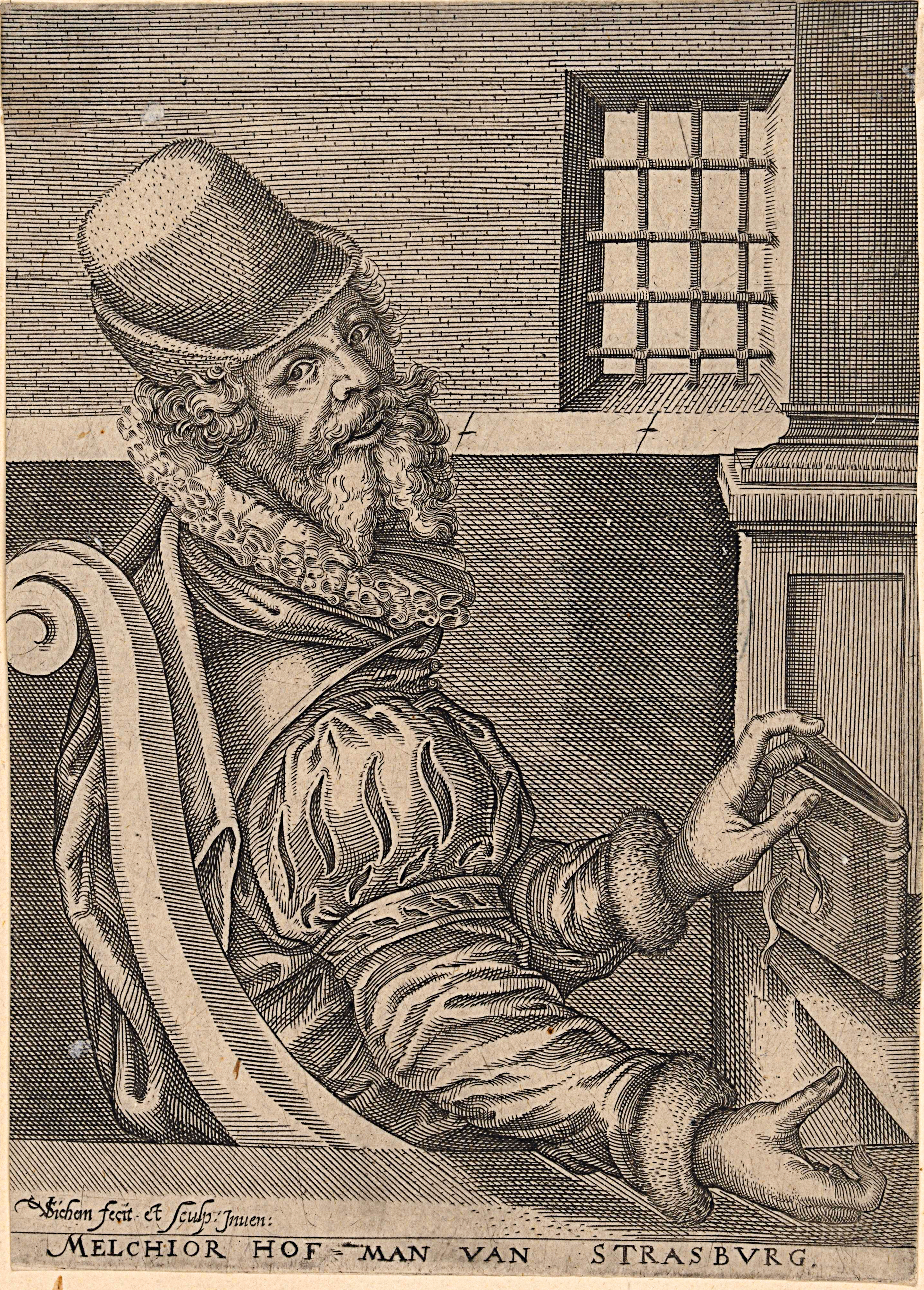
Melchior Hofmann
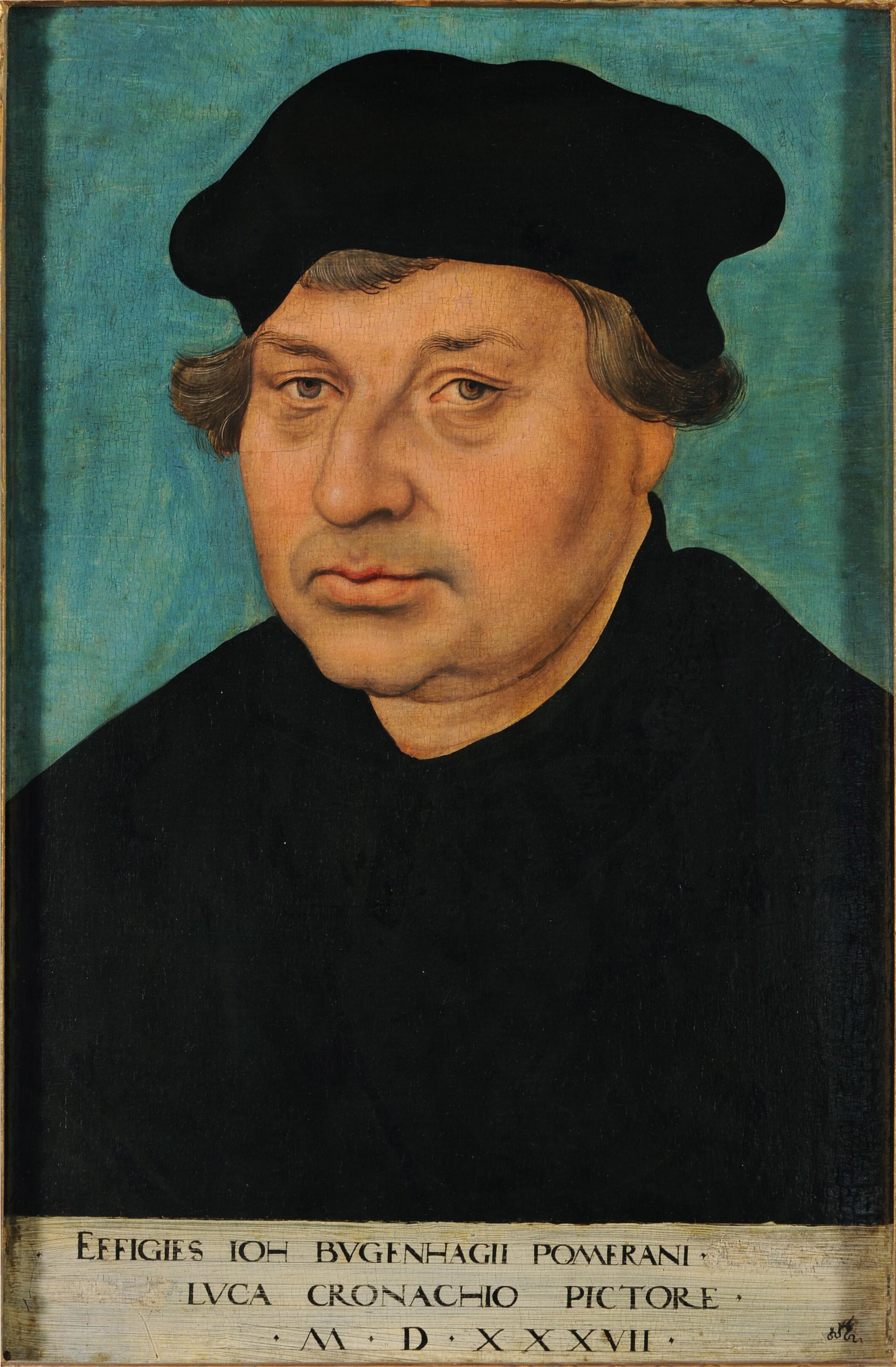
Johannes Bugenhagen
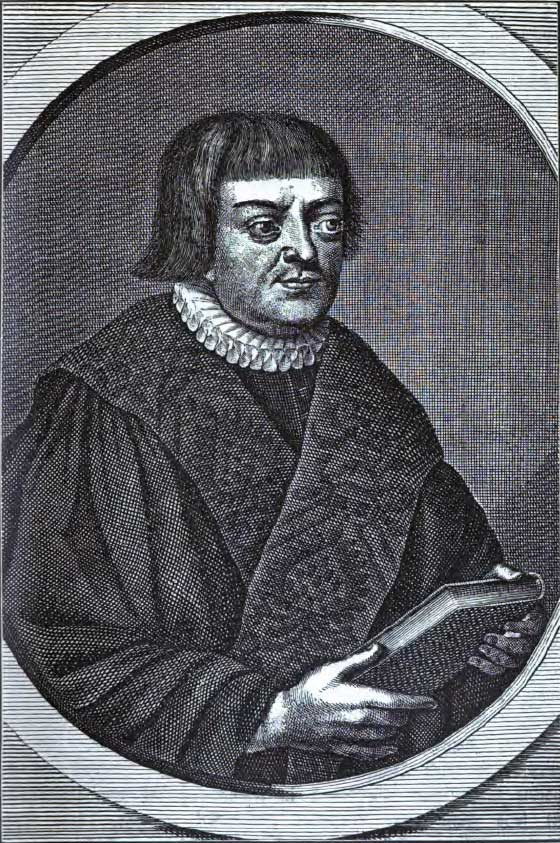
Stephan Kempe
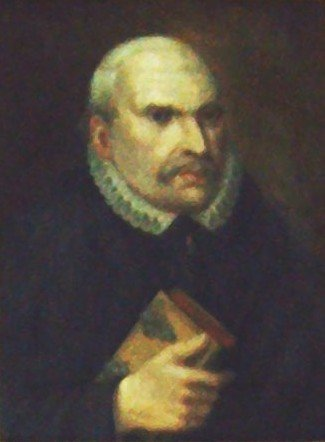
Hermann Tast
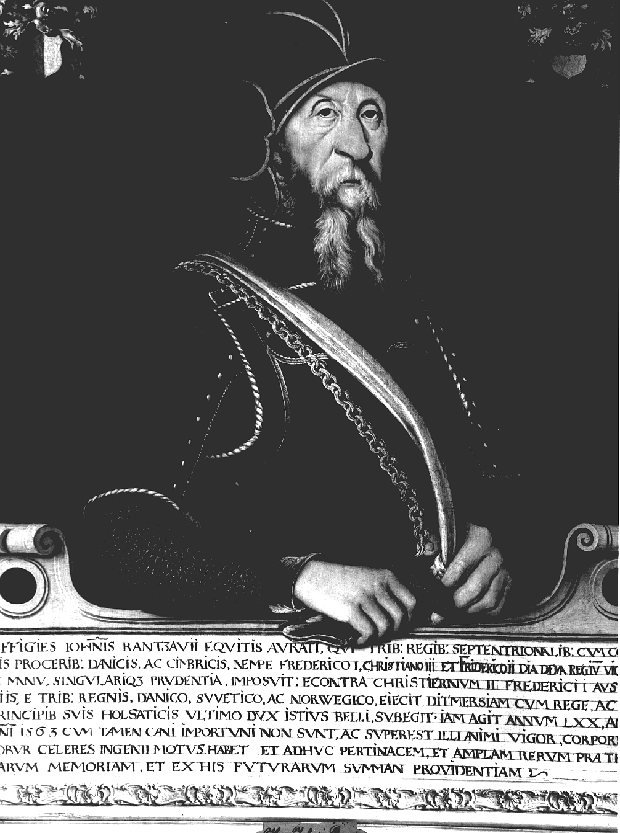
Johann Rantzau

### Zum Verlauf
Über den Verlauf der Disputation informieren „zwei ausführliche Originalberichte“. Der um einige Monate ältere Bericht stammt aus der Feder Hofmanns und wurde als Dialogus spätestens im Frühsommer 1529 in Straßburg veröffentlicht. Er ist – wie sein Titel schon verrät – in die Form eines Gesprächs gekleidet. Den zweiten Bericht verfasste Johannes Bugenhagen frühestens nach dem 24. Juni 1529 in Wittenberg und gab ihn als Acta der Disputation zu Flensburg heraus. Während Hofmann aus seiner Erinnerung heraus die Vorgänge in Flensburg schilderte, orientierte sich Bugenhagen an den notariell beglaubigten Disputationsprotokollen.
Zur Linden legte seiner Darstellung der Flensburger Disputation vor allem den Bugenhagen-Bericht zugrunde, ergänzte ihn aber an einigen bedeutsamen Stellen mit Hofmanns Dialogus. Danach versuchte Hofmann noch am Vortag der Disputation auf Herzog Christian Einfluss zu nehmen und diesen davon zu überzeugen, dass er, was sein Abendmahlsverständnis angeht, durchaus lutherisch sei. Er übersandte ihm deshalb eine im Jahr 1523 verfasste Luther-Schrift, „darin er den Grund des kürssners [= Kürschners; gemeint ist Hofmann] klar und hell gschriben hett, das man des herren brot zu einem sigel und zeichen empfieng in den leiblichen mund und mit dem leiblichen mund und das wort in die oren, in das herz und gewissen“. Noch am Abend desselben Tages kommt es zwischen dem Herzog und Hofmann in diesem Zusammenhang zu einer Unterredung, in der Christian vergeblich versuchte, den Kürschner zum Nachgeben zu bewegen.
Hofmann argumentierte:

„Das Brot, das wir empfangen, ist figurlich und sacramentlich der Leib Christi, nicht wahrhafftig, doch halt ich es nicht für schlecht Brot und Wein, sondern es ist mir ein Gedächtnis, und halt es für ein Siegel, also dass mir die Zusage geschehen ist, das Christus sich für mich in den Tod gegeben hat. Darum achte ich es nicht denn ein ander Brot, weil es Sankt Paul, des Herrn Brot nennt.“

Hofmann hielt somit an seiner spiritualistischen Auslegung des Abendmahls fest. Tast stellte die von Luther vertretene Realpräsenz Christi im Abendmahl dagegen. Hofmann ließ sich aber nicht überzeugen und wich von seinen schon zuvor formulierten Thesen nicht ab. Seine Position als Angeklagter stand damit endgültig fest. Seine Äußerungen betrachteten Teilnehmer der Disputation als Aufrührerei. Sie forderten die Todesstrafe durch Verbrennen auf dem Scheiterhaufen. Das Urteil über Hofmann wurde am 11. April 1529 verkündet: Er wurde des Landes verwiesen. Bugenhagen veröffentlichte nach seiner Rückkehr nach Wittenberg die Acta der Disputation zu Flensburg […], wofür er die Mitschriften der Notare verwendete.

### Nachhall
Hofmanns Bruch mit der Lehre Luthers war endgültig. Er verließ zusammen mit seiner Frau und seinen Kindern innerhalb weniger Tage fluchtartig Schleswig-Holstein in Richtung Ostfriesland und reiste weiter nach Straßburg, wo er 1529 – noch vor Bugenhagens Acta – seinen sogenannten Dialogus veröffentlichte, in dem er seine Sicht der Flensburger Disputation darstellte. Im Jahr 1530 kehrte Hofmann nach Ostfriesland zurück und begründete in Emden eine Täufergemeinde, die als Mennonitengemeinde bis heute existiert. Hofmanns Wende zum Täufertum lässt sich nicht genau datieren. Sie lag zwischen seiner Flucht aus Schleswig-Holstein und seinem zweiten Aufenthalt in Ostfriesland. Hofmann starb wohl 1543 in einem Straßburger Kerker.

### Folgen
Die Disputation förderte die Bekanntschaft und Verbreitung von Luthers Lehre in Schleswig-Holstein. Während der Flensburger Disputation wurde die Einführung der Reformation in Dänemark und den Herzogtümern beschlossen. Mit der Thronbesteigung 1534 begann Christian III., den Beschluss umzusetzen. Die Kirchenordnung für Dänemark, an der auch sieben Geistliche, u. a. Hermann Tast, aus dem Herzogtum Schleswig beteiligt war, wurde 1537 verabschiedet. Sie sollte ursprünglich auch in Schleswig und Holstein eingeführt werden, was aber auf Grund des dortigen altkirchlichen Widerstandes verhindert wurde. Erst nach dem Tod des letzten katholischen Bischofs Gottschalk von Ahlefeldt 1542 wurde die lutherische Kirchenordnung für Schleswig und Holstein eingeführt, welche die Schleswig-Holsteinische Landeskirche begründete.
Sechs Monate nach der Disputation in Flensburg fand in Marburg ein weiteres Religionsgespräch statt, dass sich erneut mit der Abendmahlslehre beschäftigte. Das Marburger Religionsgespräch hatte das Ziel, den Streit zwischen den Reformatoren Martin Luther und Ulrich Zwingli hinsichtlich des Abendmahls beizulegen.